# 31953 Bontha
31953 Bontha este un asteroid din centura principală de asteroizi.

## Descriere
31953 Bontha este un asteroid din centura principală de asteroizi. A fost descoperit pe 7 aprilie 2000 la Socorro, New Mexico, în cadrul proiectului LINEAR. Asteroidul prezintă o orbită caracterizată de o semiaxă mare de 2,27 ua, o excentricitate de 0,06 și o înclinație de 4,7° în raport cu ecliptica.